# Rallus madagascariensis
El rascón de Madagascar o rascón malgache (Rallus madagascariensis) es una especie de ave gruiforme de la familia Rallidae endémica de Madagascar. Está amenazada por la pérdida de hábitat.

## Descripción
Es una rálida de tamaño mediano, mide unos 25 cm de longitud. Su plumaje es mayormente marrón simple con algunas rayas en las partes superiores y parte superior del pecho. La cara y la garganta son de color grisáceo y las subcaudales blancas. El pico es de color rojo y las patas son oscuras.